# Utah Phillips
Bruce Duncan "Utah" Phillips, född 15 maj 1935 i Cleveland i Ohio, död 23 maj 2008 i Nevada City i Kalifornien, var en amerikansk folksångare, historieberättare, poet, anarkist och facklig organisatör. Han har kallats "den gyllene rösten från sydväst" och stödde ofta Industrial Workers of the World (IWW) i sin musik, sina aktioner och i sina ord.
Utah Phillips spelade in två album tillsammans med Ani DiFranco, The Past Didn't Go Anywhere från 1996 och Fellow Workers från 1999, det senare nominerades till en Grammy i kategorin samtida folkalbum. Hans låt "Green Rolling Hills" blev en stor country-hit när den sjöngs av Emmylou Harris.

## Diskografi (urval)
Soloalbum
- 1961 – Nobody Knows Me
- 1973 – Good Though!
- 1975 – El Capitan
- 1980 – All Used Up: A Scrapbook
- 1983 – We Have Fed You All a Thousand Years
- 1992 – I've Got to Know
- 1996 – The Past Didn't Go Anywhere (med Ani Difranco)
- 1999 – Fellow Workers (med Ani Difranco)
- 1997 – Loafer's Glory (med Mark Ross)
- 1997 – The Telling Takes Me Home
- 1999 – The Moscow Hold
- 2000 – Making Speech Free
- 2005 – Starlight on the Rails: A Songbook (4-cd samlingsalbum)